# Rico Henry
Rico Antonio Henry (Birmingham, 8 luglio 1997) è un calciatore inglese, difensore del Brentford.

## Carriera

### Club
Cresciuto nel settore giovanile del Walsall, il 30 luglio 2014 firma il primo contratto professionistico con i Saddlers. Dopo due anni trascorsi con i bianco-rossi, il 31 agosto 2016 viene acquistato per 1,8 milioni di euro dal Brentford, con cui firma un quinquennale. Nonostante vari infortuni subiti negli anni successivi, il 23 agosto 2019 prolunga il proprio contratto fino al 2023.

### Nazionale
Ha giocato nelle nazionali giovanili inglesi Under-19 ed Under-20.

## Statistiche

### Presenze e reti nei club
Statistiche aggiornate al 18 dicembre 2023.
| Stagione         | Squadra          | Campionato       | Campionato | Campionato | Coppe nazionali | Coppe nazionali | Coppe nazionali | Coppe continentali | Coppe continentali | Coppe continentali | Altre coppe | Altre coppe | Altre coppe | Totale | Totale |
| Stagione         | Squadra          | Comp             | Pres       | Reti       | Comp            | Pres            | Reti            | Comp               | Pres               | Reti               | Comp        | Pres        | Reti        | Pres   | Reti   |
| ---------------- | ---------------- | ---------------- | ---------- | ---------- | --------------- | --------------- | --------------- | ------------------ | ------------------ | ------------------ | ----------- | ----------- | ----------- | ------ | ------ |
| 2014-2015        | Walsall          | FL1              | 9          | 0          | FACup+CdL       | 0+0             | 0               | -                  | -                  | -                  | FLT         | 1           | 0           | 10     | 0      |
| 2015-2016        | Walsall          | FL1              | 35+2       | 2+0        | FACup+CdL       | 4+3             | 0+1             | -                  | -                  | -                  | FLT         | 0           | 0           | 44     | 3      |
| lug.-ago. 2016   | Walsall          | FL1              | 2          | 0          | FACup+CdL       | 0+1             | 0               | -                  | -                  | -                  | FLT         | 0           | 0           | 3      | 0      |
| Totale Walsall   | Totale Walsall   | Totale Walsall   | 46+2       | 2+0        |                 | 8               | 1               |                    | -                  | -                  |             | 1           | 0           | 57     | 3      |
| ago. 2016-2017   | Brentford        | FLC              | 12         | 0          | FACup+CdL       | 0+0             | 0               | -                  | -                  | -                  | -           | -           | -           | 12     | 0      |
| 2017-2018        | Brentford        | FLC              | 8          | 0          | FACup+CdL       | 0+0             | 0               | -                  | -                  | -                  | -           | -           | -           | 8      | 0      |
| 2018-2019        | Brentford        | FLC              | 14         | 1          | FACup+CdL       | 2+0             | 0               | -                  | -                  | -                  | -           | -           | -           | 16     | 1      |
| 2019-2020        | Brentford        | FLC              | 46+3       | 0          | FACup+CdL       | 1+1             | 0               | -                  | -                  | -                  | -           | -           | -           | 51     | 0      |
| 2020-2021        | Brentford        | FLC              | 30+1       | 1+0        | FACup+CdL       | 0+4             | 0               | -                  | -                  | -                  | -           | -           | -           | 35     | 1      |
| 2021-2022        | Brentford        | PL               | 34         | 3          | FACup+CdL       | 1+2             | 0               | -                  | -                  | -                  | -           | -           | -           | 37     | 3      |
| 2022-2023        | Brentford        | PL               | 37         | 0          | FACup+CdL       | 1+1             | 0               | -                  | -                  | -                  | -           | -           | -           | 39     | 0      |
| 2023-2024        | Brentford        | PL               | 5          | 0          | FACup+CdL       | 0+0             | 0               | -                  | -                  | -                  | -           | -           | -           | 5      | 0      |
| Totale Brentford | Totale Brentford | Totale Brentford | 186+4      | 5+0        |                 | 13              | 0               |                    | -                  | -                  |             | -           | -           | 203    | 5      |
| Totale carriera  | Totale carriera  | Totale carriera  | 232+6      | 7+0        |                 | 21              | 1               |                    | -                  | -                  |             | 1           | 0           | 260    | 8      |